# Johnny Logan
Johnny Logan (født 13. maj 1954) er en irsk/australsk sanger og komponist, der er mest kendt for sine sejre i Eurovision Song Contest i 1980 og 1987 med henholdsvis What's Another Year og Hold Me Now samt som komponist til vindersangen fra 1992 Why Me, der blev fremført af Linda Martin.

## Eurovision Song Contest
Han er den eneste i den europæiske melodigrandprix-historie, der har vundet flere sejre ved Eurovision Song Contest, og bliver derfor også kaldt for "Mr. Grand Prix".
| Deltagelser i Eurovision Song Contest |        |                     |       |       |
| År                                    | Land   | Sang                | Plads | Point |
| 1980                                  | Irland | What's another year | 1     | 143   |
| 1987                                  | Irland | Hold me now         | 1     | 172   |
| 1992                                  | Irland | Why me? (komponist) | 1     | 155   |

Johnny Logans to vindersange, "What's Another Year" og "Hold Me Now", blev af Melodi Grand Prix fans over hele verden udvalgt til Congratulations. Her blev "Hold Me Now" kåret som den tredje bedste Eurovision Song Contest sang i historien.
Han skriver oftest selv sine sange, men har også gennem tiden lavet coverversioner af bl.a. Robbie Williams' Angels og evergreen'en When you walk in the room.

## Diskografi

### Studiealbum
| Titel                                                                           | Albumdetaljer | Højeste hitlisterplacering | Højeste hitlisterplacering | Højeste hitlisterplacering | Højeste hitlisterplacering | Højeste hitlisterplacering | Højeste hitlisterplacering | Højeste hitlisterplacering | Højeste hitlisterplacering |
| Titel                                                                           | Albumdetaljer | AUS                        | DEN                        | GER                        | NL                         | NOR                        | SWE                        | SWI                        | UK                         |
| ------------------------------------------------------------------------------- | --- | -------------------------- | -------------------------- | -------------------------- | -------------------------- | -------------------------- | -------------------------- | -------------------------- | -------------------------- |
| What's Another Year                                                             | - Released: May 1980 - Label: Release - Formats: LP, MC | —                          | —                          | —                          | 27                         | 39                         | —                          | —                          | —                          |
| In London                                                                       | - Released: May 1980 - Label: Release, Piccadilly - Formats: LP - Released outside of Ireland as Johnny Logan - Apart from two tracks, it is the same album as What's Another Year | —                          | —                          | —                          | —                          | —                          | —                          | —                          | —                          |
| The Johnny Logan Album                                                          | - Released: 10 October 1980 - Label: Epic - Formats: LP, MC | —                          | —                          | —                          | —                          | —                          | —                          | —                          | —                          |
| Straight from the Heart                                                         | - Released: December 1985 - Label: Epic - Formats: LP | —                          | —                          | —                          | —                          | —                          | —                          | —                          | —                          |
| Hold Me Now                                                                     | - Released: July 1987 - Label: Epic - Formats: CD, LP, MC | 49                         | —                          | 18                         | 59                         | 12                         | 23                         | 25                         | 83                         |
| Mention My Name                                                                 | - Released: 1989 - Label: Epic, CBS - Formats: CD, LP, MC | —                          | —                          | —                          | —                          | —                          | —                          | —                          | —                          |
| Endless Emotion                                                                 | - Released: 27 March 1992 - Label: WEA - Formats: CD, LP, MC | —                          | —                          | —                          | —                          | —                          | —                          | —                          | —                          |
| Reach Out                                                                       | - Released: 23 September 1996 - Label: MSM Music - Formats: CD | —                          | —                          | —                          | —                          | —                          | —                          | —                          | —                          |
| Love is All                                                                     | - Released: 4 October 1999 - Label: White - Formats: CD | —                          | —                          | —                          | —                          | —                          | —                          | —                          | —                          |
| Reach for Me                                                                    | - Released: 30 March 2001 - Label: Epic/Sony, BMG - Formats: CD | —                          | 2                          | —                          | —                          | 13                         | 12                         | —                          | —                          |
| Save This Christmas for Me                                                      | - Released: 28 November 2001 - Label: Epic/Sony - Formats: CD | —                          | 25                         | —                          | —                          | —                          | —                          | —                          | —                          |
| We All Need Love                                                                | - Released: October 2003 - Label: Scanbox Entertainment - Formats: CD | —                          | 20                         | —                          | —                          | 36                         | 39                         | —                          | —                          |
| The Irish Connection (Johnny Logan and Friends)                                 | - Released: April 2007 - Label: TELAMO - Formats: CD, digital download | —                          | 3                          | 71                         | —                          | 1                          | 1                          | 72                         | —                          |
| Irishman in America                                                             | - Released: September 2008 - Label: My Way Music - Formats: CD, digital download                                                                                                   | —                          | 10                         | —                          | —                          | 20                         | 24                         | —                          | —                          |
| Nature of Love                                                                  | - Released: 7 May 2010 - Label: Black Pelican - Formats: CD, digital download | —                          | 9                          | —                          | —                          | 19                         | 6                          | —                          | —                          |
| The Irish Connection 2                                                          | - Released: December 2012 - Label: Labrador Music - Formats: CD, digital download                                                                                                  | —                          | 17                         | —                          | —                          | 32                         | —                          | —                          | —                          |
| It Is What It Is                                                                | - Released: 5 May 2017 - Label: Universal Music Group - Formats: CD, digital download                                                                                              | —                          | —                          | —                          | —                          | —                          | —                          | —                          | —                          |
| "—" denotes releases that did not chart or were not released in that territory. | |                            |                            |                            |                            |                            |                            |                            |                            |

### Opsamlingsalbum
| Titel                                        | Albumdetaljer                                                              |
| -------------------------------------------- | -------------------------------------------------------------------------- |
| Love Songs                                   | - Released: 1990 - Label: K-tel - Formats: LP, MC                          |
| Living for Loving                            | - Released: 28 February 1994 - Label: Plaza - Formats: CD                  |
| The Best of Johnny Logan                     | - Released: 6 May 1996 - Label: Epic - Formats: CD                         |
| I'm No Hero                                  | - Released: 1 November 1996 - Label: Compass - Formats: CD                 |
| What's Another Year                          | - Released: 1998 - Label: Sony Music - Formats: CD                         |
| The Best of Johnny Logan                     | - Released: 2004 - Label: Sony Music - Formats: CD, LP, MC                 |
| Glanz Lichter                                | - Released: 6 May 2011 - Label: Koch Universal - Formats: CD               |
| Balladen                                     | - Released: 15 July 2011 - Label: DA Music - Formats: CD                   |
| What's Another Year – Best Of                | - Released: 26 August 2016 - Label: TELAMO - Formats: CD, digital download |
| Irish Soul – Die schönsten Lieder aus Irland | - Released: 18 May 2018 - Label: TELAMO - Formats: 2xCD                    |